# Trenčianske Mitice
Trenčianske Mitice este o comună slovacă, aflată în districtul Trenčín din regiunea Trenčín, pe malul râului Mitický potok⁠(d). Localitatea se află la altitudinea de 328 m deasupra n.m., se întinde pe o suprafață de 12,84 km2 și în 2017 număra 778 de locuitori.

## Istoric
Localitatea Trenčianske Mitice este atestată documentar din 1269.

## Demografie
| An:                | 1994 | 2004   | 2014   | 2024    |
| ------------------ | ---- | ------ | ------ | ------- |
| Număr de persoane: | 735  | 716    | 773    | 877     |
| Diferență:         |      | −2,58% | +7,96% | +13,45% |

| An:                | 2023 | 2024   |
| ------------------ | ---- | ------ |
| Număr de persoane: | 858  | 877    |
| Diferență:         |      | +2,21% |